# Pierre Mellina
Pierre Mellina (* 25. Februar 1957 in Petingen (luxemburgisch Péiteng, französisch Pétange)) ist ein luxemburgischer Politiker (CSV) und ehemaliger Leichtathlet.

## Privates
Pierre Mellina ist der Bruder von Mathis Mellina († 6. September 2019). Beide waren als Leichtathleten Ende der 1970er bzw. Anfang der 1980er Jahre erfolgreich.

## Politische Tätigkeit
1991 wurde er Mitglied der Chrëschtlech Sozial Vollekspartei (Christliche Sozialpartei), CSV. Er war von 1994 bis 1999 Mitglied des Peitenger Gemeinderat, von 2000 bis 2004 Schöffe (luxemburgisch: Schäffen, französisch: échevin) und ist seit 2004 Bürgermeister von Petingen.
2013 war er für ein paar Monate, vom 14. Mai bis 7. Oktober, Mitglied in der Chambre des Députés.

## Sonstige Tätigkeiten
Pierre Mellina wurde 2000 Mitglied des Vorstands des Gemeindesyndikats TICE (Transport intercommunal de personnes dans le canton d'Esch-sur-Alzette), welches den öffentlichen Verkehr vornehmlich im Kanton Esch an der Alzette sicherstellt. Seit 2004 ist er Mitglied bzw. Vorsitzender (2018) des Verwaltungsrates von CIGL Pétange. Von 2008 bis 2017 war er Vorstandsmitglied des CHEM (Centre hospitalier Émile-Mayrisch, für den Süden Luxemburgs zuständiges, öffentliches Spital, ansässig in Esch an der Alzette) und von 2010 bis 2013 Mitglied des Verwaltungsrates bzw. Vizepräsident von Syvicol (Syndicat des villes et communes luxembourgeoises, Verband der luxemburgischen Städte und Gemeinden). Seit seiner Gründung am 1. Juli 2018 ist er Mitglied des Verwaltungsrats des Großherzoglichen Feuerwehr- und Rettungskorps (CGDIS).

## Sportliche Tätigkeit
In den frühen 1980er Jahren war Pierre Mellina ein Langstreckenläufer, der die Luxemburger Meisterschaft (Lëtzebuerger Championnat) über 5000 Meter (1981, 1982) und über 10.000 Meter (1982) gewonnen hat.
1981 gewann er den Eurocross in Diekirch (luxemburgisch Dikrich, Dikrech, Dikkrich oder Dikkrech).